# Barend Hendrik Koekkoek

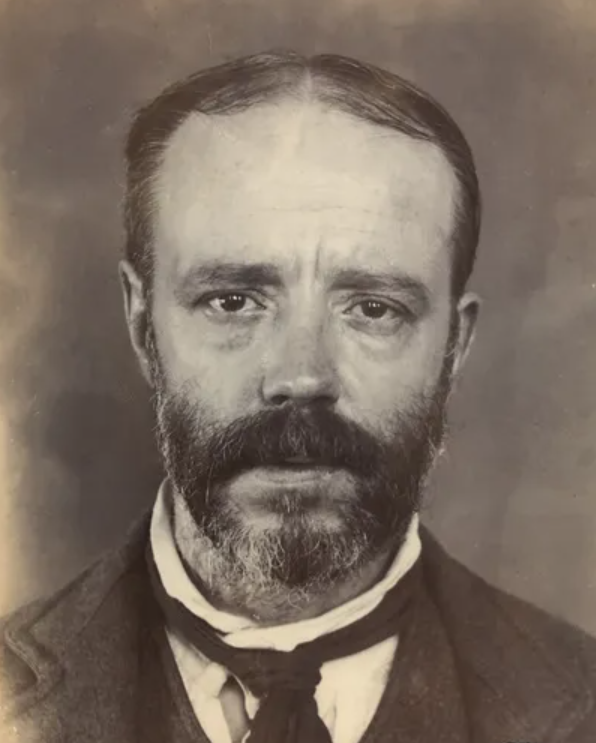
Barend Hendrik Koekkoek

Barend Hendrik Koekkoek (* 23. November 1849 in Amsterdam, Königreich der Niederlande; † 13. April 1902 in Epsom, Vereinigtes Königreich) war ein niederländischer Landschafts- und Marinemaler.

## Leben
Barend Hendrik Koekkoek stammte aus der holländischen Künstlerfamilie Koekkoek. Er war der vierte Sohn des Marinemalers Hermanus Koekkoek der Ältere und Enkel des Malers Johannes Hermanus Koekkoek. Seine Brüder waren Hermanus Koekkoek der Jüngere, Willem Koekkoek und Johannes Hermanus Barend Koekkoek. Sein Vater folgte der Familientradition und führte seine Söhne in die Malerei ein. Sein Onkel Marinus Adrianus Koekkoek der Ältere unterwies ihn im Malen von Waldlandschaften.
Koekkoek begann mit der Malerei 1864 in Amsterdam. Am 3. Januar 1878 heiratete er Carolina Allardina Cornelia Pierson (20. August 1854–1922) in Rijswijk. Ihre erste Tochter Johanna Maria kam im September 1878 zur Welt, verstarb aber bereit im März 1879 in Amsterdam. Ihre zweite Tochter wurde am 9. Dezember 1879 in Amsterdam geboren und nach ihrer Mutter benannt. 1879 war Koekkoek für kurze Zeit in Hilversum und Brüssel tätig; im selben Jahr eröffnete er eine Kunstgalerie in Amsterdam. Etwa 1881 zog die Familie nach London, wo Koekkoeks Bruder Hermanus der Jüngere ab 1869 einen Kunsthandel betrieb. 1881 wurde die Tochter Henrietta Barendina in St. Pancras geboren, Sohn Louis John kam am 10. April 1883 zur Welt. In England arbeitete Koekkoek in der Gegend von Guildford, wie auch sein Cousin Pieter Hendrik Koekkoek.
Am 1. Dezember 1888 wurde Hendrik im Alter von 39 Jahren in das St John’s Road Workhouse in Islington in die Station Ishmael Ward eingewiesen, eine Abteilung für männliche Geisteskranke. Hierbei wurde vermerkt, dass er Künstler sei, verheiratet und Mitglied der religiösen Gruppe der Plymouth Brethren. Die Einrichtung entließ ihn drei Tage später in die Obhut des London County Council Lunatic Asylum in Banstead, Surrey. Aus den Unterlagen ging hervor, dass er kürzlich einen „Anfall“ von fünfwöchiger Dauer erlitten habe, dessen Ursache unbekannt sei.
Am 21. August 1899 wurde Hendrik aus dem Banstead Asylum in das neue Manor Asylum verlegt, das in diesem Jahr vom London County Council auf dem Horton Estate in Epsom eröffnet worden war. Trotz gutem körperlichen Zustands wurde Unzurechnungsfähigkeit diagnostiziert: „Glaubt, dass er getötet wird, sagt wiederholt, dass er verloren ist, fragt, ob er gerettet wird - sagt, dass er gegen den Heiligen Gral gesündigt hat, weiß aber nicht wie. […] Dumm und schwach im Kopf. Sagt, er sei hierher gekommen, um Arzt zu werden. Sein Gedächtnis ist schlecht. Er ist sich weder der Jahreszahl noch des Monats bewusst.“
Barend Hendrik Koekkoek wurde am 3. März 1902 in das zweite, neu eröffnete Horton Asylum in Epsom eingewiesen. Wenige Wochen später, am 13. April 1902, starb er und wurde fünf Tage darauf in Grab 3 auf dem Horton Estate Cemetery beigesetzt.

## Werk
Barend Hendrik Koekkoek malte in dem für die meisten Mitglieder der Familie Koekkoek typischen traditionellen romantischen Stil, hierbei hauptsächlich Landschaften und Waldszenen, oft mit Figuren; hinzu kamen Marine- und Stadtansichten. Viele Bilder entstanden in Gelderland. In seiner Zeit in England bildete er mehrere Winterlandschaften mit Bäumen im Hochformat ab. Er zeigte seine Arbeiten auf Ausstellungen in Amsterdam, Rotterdam, Arnheim und Haarlem. Einige seiner Werke werden unter anderem im Museum Paul Tetar van Elven in Delft oder im Haus Koekkoek in Kleve gezeigt, andere Arbeiten befinden sich in privaten Sammlungen, vor allem in den Niederlanden und in England.

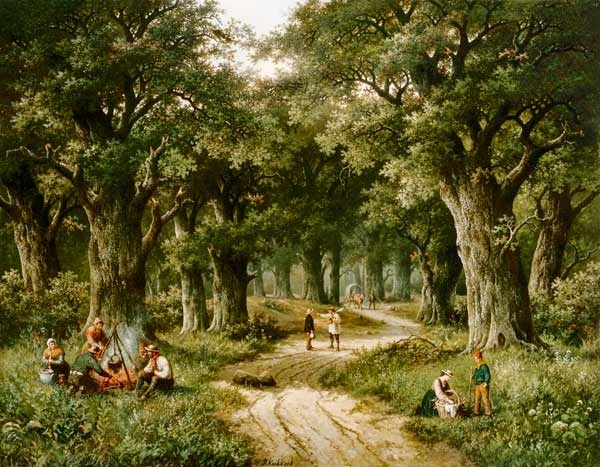
Landvolk an einer Feuerstelle
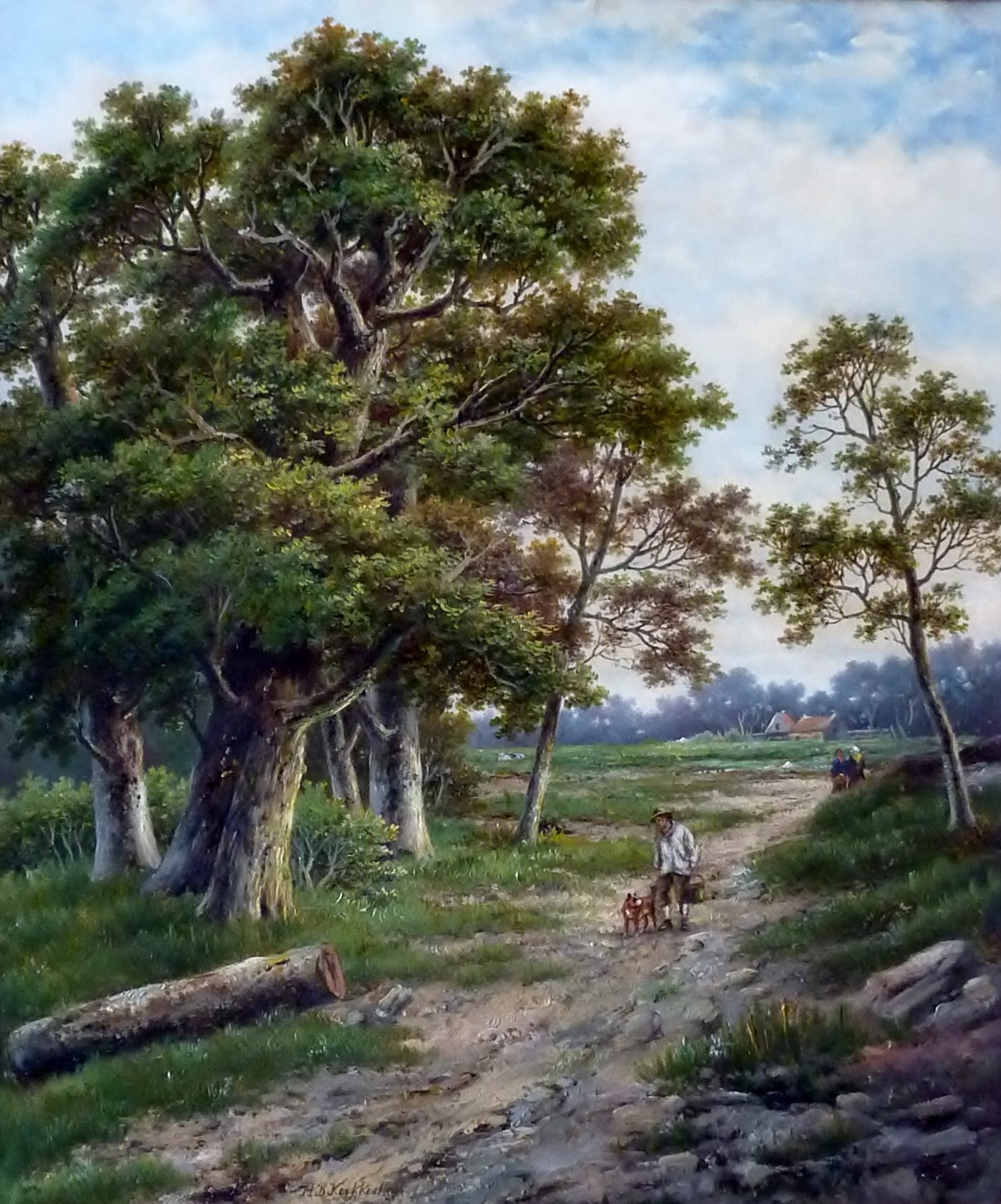
Waldszene
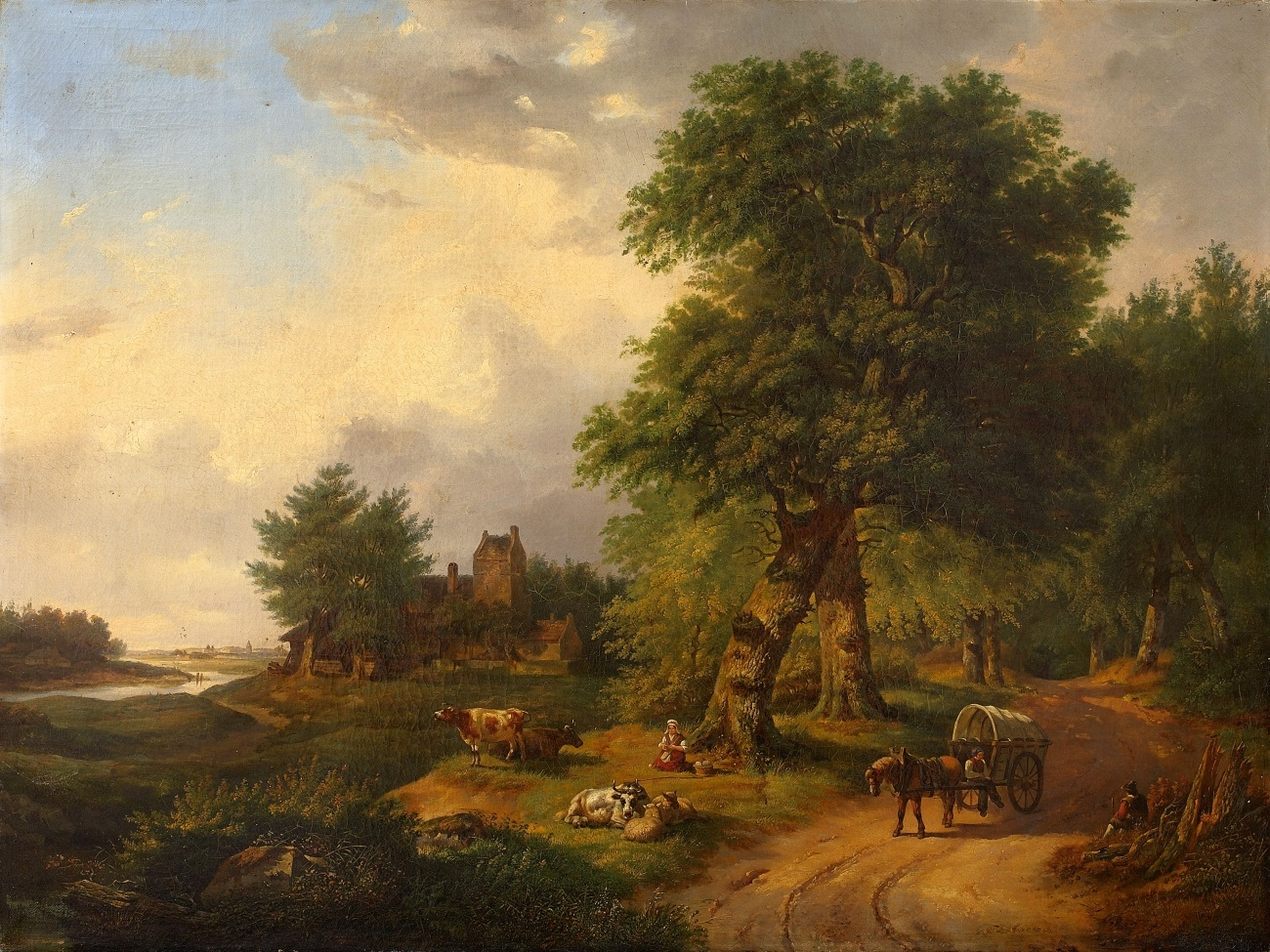
Landschaft
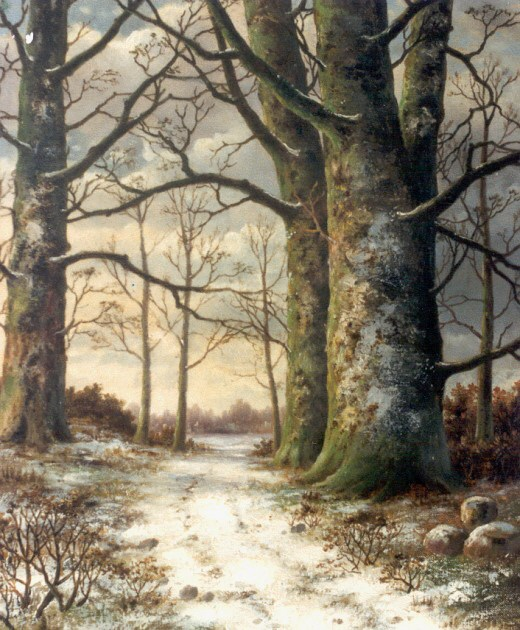
Winterliche Waldszene, um 1885